# Бобслей на зимните олимпийски игри 1952
Състезанията по бобслей на зимните олимпийски игри през 1952 г. се провеждат от 14 до 22 февруари 1952 г.
В средата на февруари 1951 г. в продължение на седмица се провеждат пробни и тренировъчни спускания в улея за бобслей в Осло. Участват 10 двойки и 8 четворки от Франция, Италия, Швеция и Норвегия. 
Тренировъчните спускания по време на Олимпиадата започват на 6 февруари 1952 г. В първите три дни до тренировките са допуснати и двойките, и четворките. В следващите четири дни единствено двойките имат право да ползват улея, а на 13 февруари улеят е затворен за проверка и приготовления за състезанието на 14-15 февруари. От 16 до 19 февруари тренират четворките, улеят отново е затворен на 20 февруари и състезанието на четворките се провежда на 21-22 февруари. 
Тренировките се провеждат при много добро време. Провеждат се до 50 спускания на ден. По време на тренировките белгийският отбор се обръща в третия завой на 17 февруари. Състезателят на спирачката си чупи ръката, един от състезателите контузва рамото си, а друг – лакътя. Налага се отборът да се оттегли от надпреварата. 
Тъй като бобслеят никога не е представлявал интерес за Норвегия и норвежците участват за първи път в олимпийски състезания по бобслей през 1948 г. в Санкт Мориц, преди Олимпиадата в Осло няма улей за бобслей. Стартът се намира на 430 m надморска височина, а финишът – на 305 m. Дължината на улея е 1507,5 метра (без зоната за спиране), а по продължението му има 12 завоя. 

## Дисциплини

### Двойки мъже
Състезанията на двойките се провеждат на 14 и 15 февруари 1952 г., като във всеки от дните се провеждат по две спускания. Участват 18 отбора. 
| Място | Име                             | Държава   | Време   |
| ----- | ------------------------------- | --------- | ------- |
| 01    | Андреас Остлер / Лоренц Лийберл | Германия  | 5:24.54 |
| 02    | Стенли Бенъм / Патрик Мартин    | САЩ       | 5:26.89 |
| 03    | Фриц Файерабенд / Щефан Вазер   | Швейцария | 5:27.71 |

### Четворки мъже
Състезанията на двойките се провеждат на 21 и 22 февруари 1952 г., като във всеки от дните се провеждат по две спускания. Участват 15 отбора, като третият австрийски отбор се оттегля след третото спускане. 
| Място | Име                                                        | Държава   | Време   |
| ----- | ---------------------------------------------------------- | --------- | ------- |
| 01    | Андреас Остлер Фридрих Кун Лоренц Нийберл Франц Кемсер     | Германия  | 5:07.84 |
| 02    | Стенли Бенъм Патрик Мартин Хауърд Кросет Джеймс Аткинсън   | САЩ       | 5:10.48 |
| 03    | Фриц Файерабенд Алберт Мадьорин Андре Филипини Щефан Вазер | Швейцария | 5:11.70 |